# UNIX System V
Unix System V (pronunțat: "System Five") este una din primele versiuni comerciale  al sistemului de operare Unix. Aceasta a fost inițial dezvoltată de AT&T și lansată inițial în 1983. Patru versiuni majore de System V au fost scoase, numărate 1, 2, 3, și 4. System V Release 4 (SVR4) a fost versiunea cu cel mai mare succes comercial, fiind rezultatul unui efort, comercializat ca Unix System Unification, care a solicitat colaborarea marilor furnizori de Unix. Aceasta a fost sursa mai multor funcționalități Unix comerciale comune. System V e uneori abreviată ca SysV.
La data de 2021, piața Unix derivată din AT&T e divizată între trei variante System V: AIX de către IBM , HP-UX de către Hewlett Packard Enterprise  și Solaris de către Oracle plus varianta liberă de Solaris illumos.

## General

### Introducere

Arborele cu istoria Unix

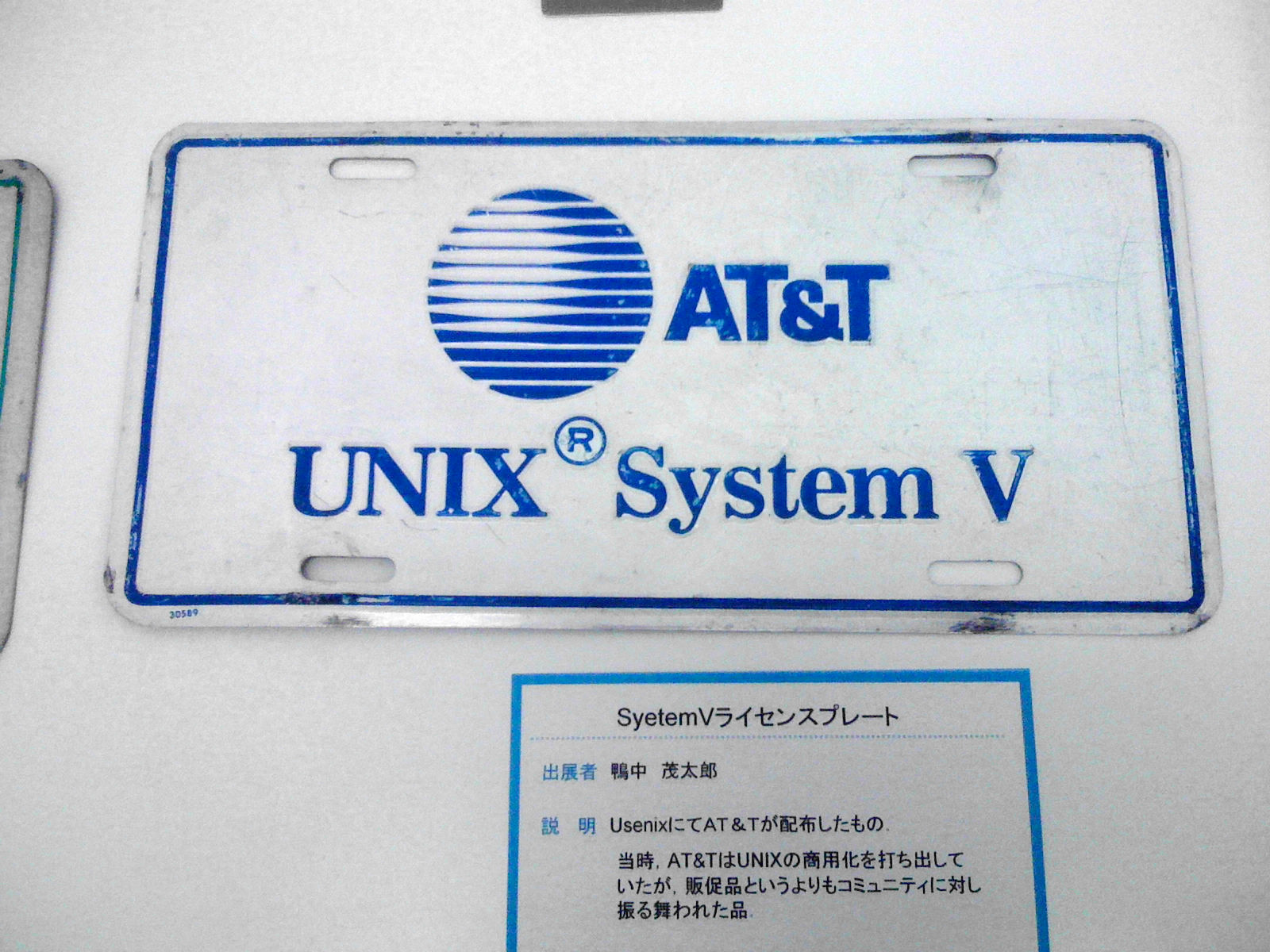
placă de înmatriculare AT&T System V

System V a fost succesorul lui UNIX System III din 1982. În timp ce AT&T a dezvoltat și vândut dispozitive care rula System V, majoritatea clienților rulau o versiune de la un distributor, bazată pe AT&T's reference implementation. Un document de standarte numit System V Interface Definition a evidențiat funcționalitățile implicite și comportamentul implementărilor.

### Suport AT&T
În anii de formare al afacerii de calculatoare AT&T, diviziunea a trecut prin mai multe faze de grupuri program System V, începând cu Unix Support Group (USG), urmată de Unix System Development Laboratory (USDL), urmată de AT&T Information Systems (ATTIS), și în sfârșit Unix System Laboratories (USL).

### Rivalitatea cu BSD
În anii 1980s și începutul anilor 1990s, UNIX System V și BSD au fost cele două versiuni majore UNIX. În mod istoric, BSD mai era frecvent numită "BSD Unix" sau "Berkeley Unix". Eric S. Raymond sumarizează relația de lungă durată și rivalitatea dintre System V și BSD din timpul perioadei de început:
„De fapt, ani la rând după divizare communitatea Unix  a fost preocupată de prima fază al  războaielor Unix – o dispută internă , rivalitatea dintre System V Unix și BSD Unix. Disputa avea câteva nivele, unele tehnice (socketuri vs. streams, BSD tty vs. System V termio) și unele culturale. Diviziunea era aproximativ între cei cu păr lung și păr scurt; programatorii și oamenii tehnici aveau tendință să se alinieze cu Berkeley și BSD, iar tipii orientați spre afacere cu AT&T și System V.”

## Ediții

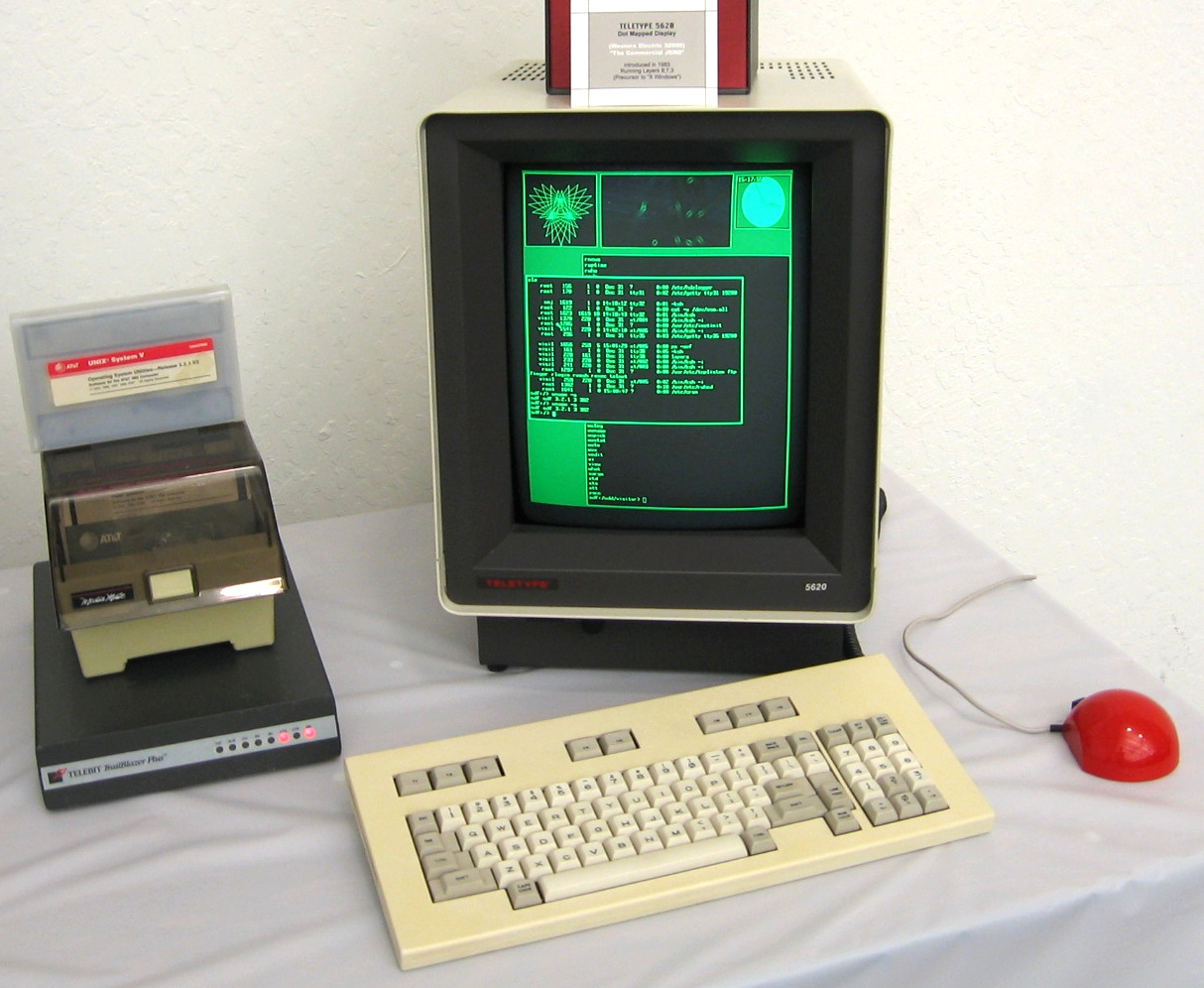
terminalul DMD 5620, bazat pe Blit, conectat la o gazdă SVR3 și arătând interfața Layers

### SVR4

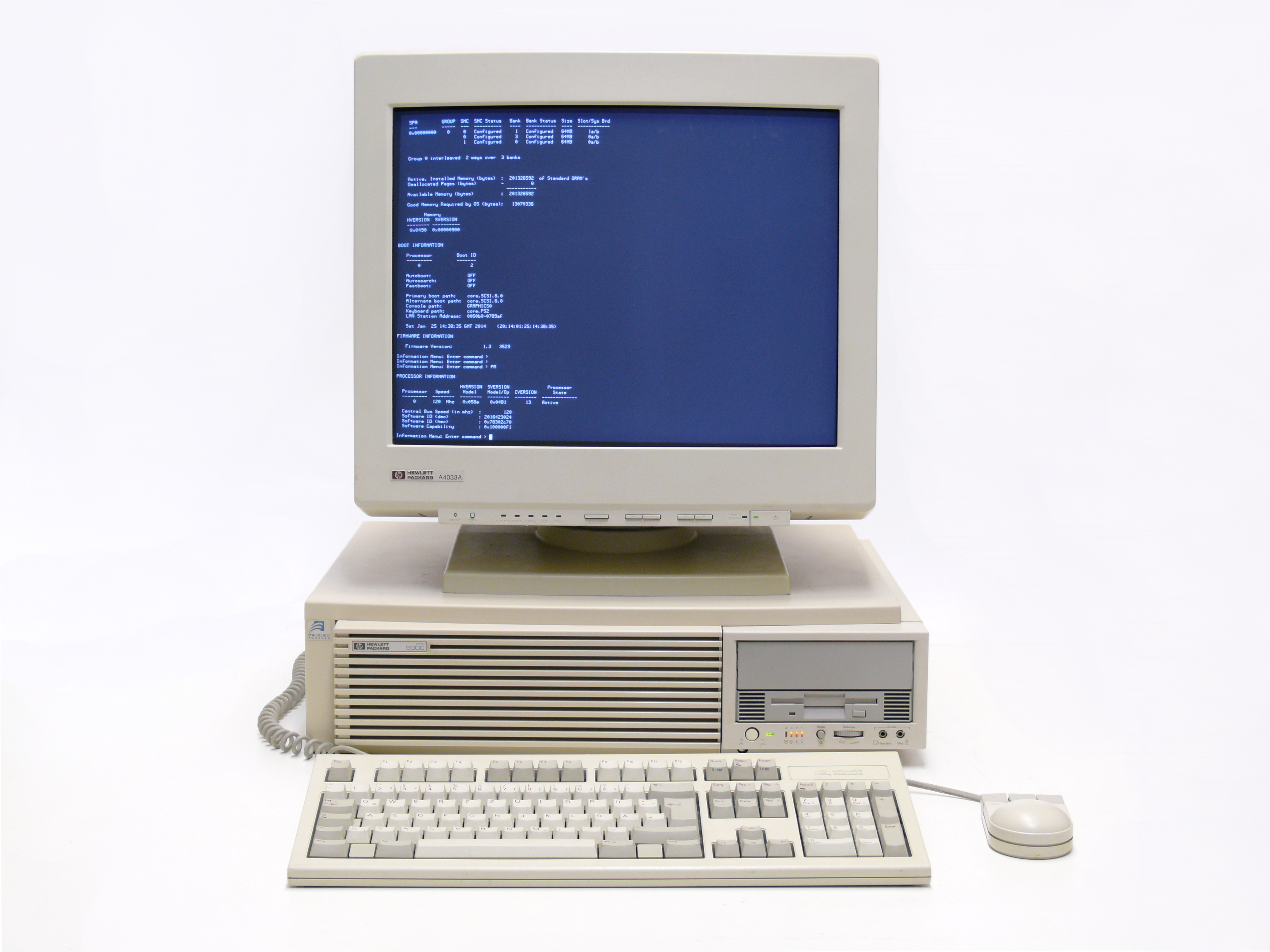
HP 9000 C110 rulează HP-UX în mod consolă

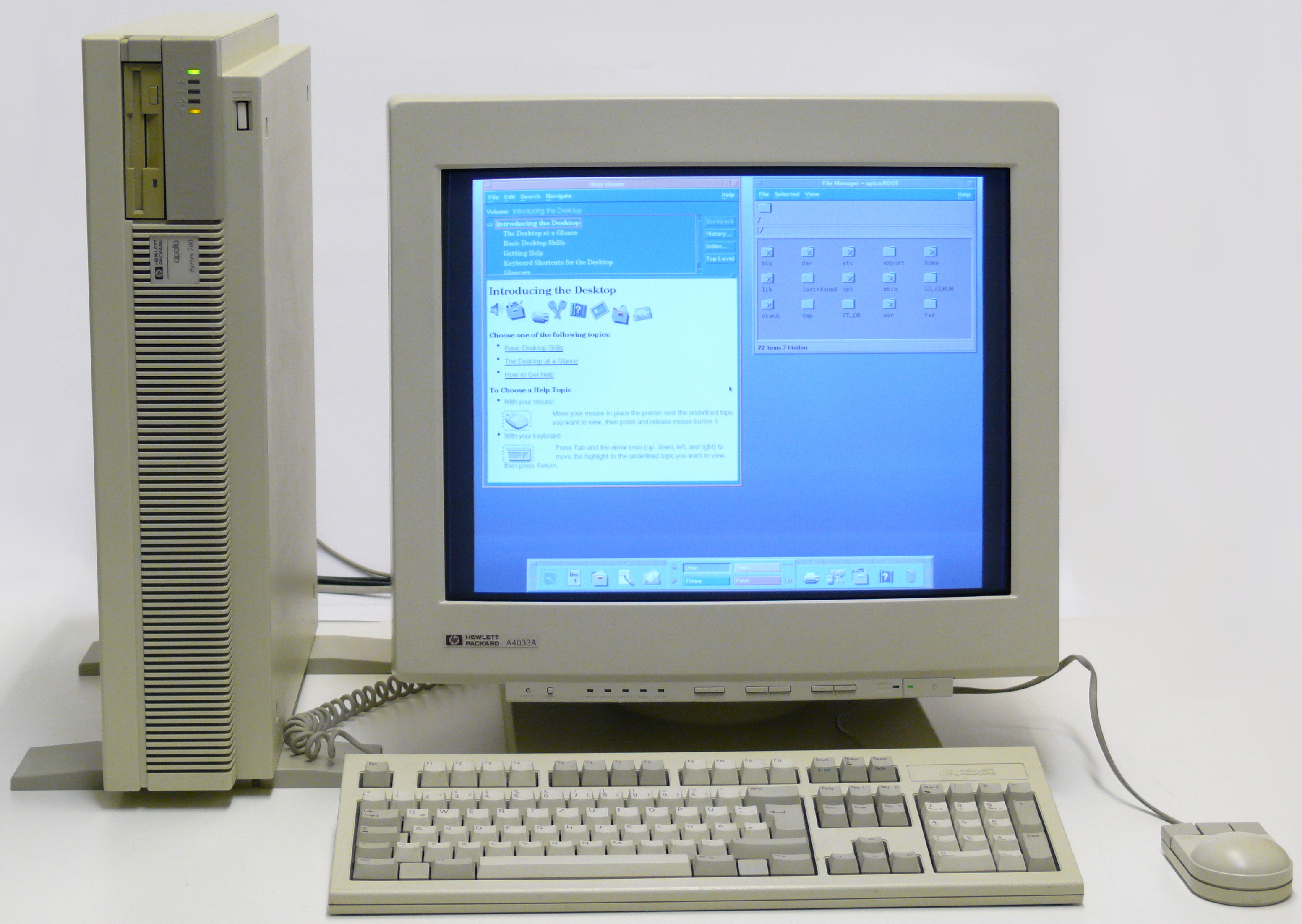
HP 9000 735 rulează HP-UX cu Common Desktop Environment (CDE)

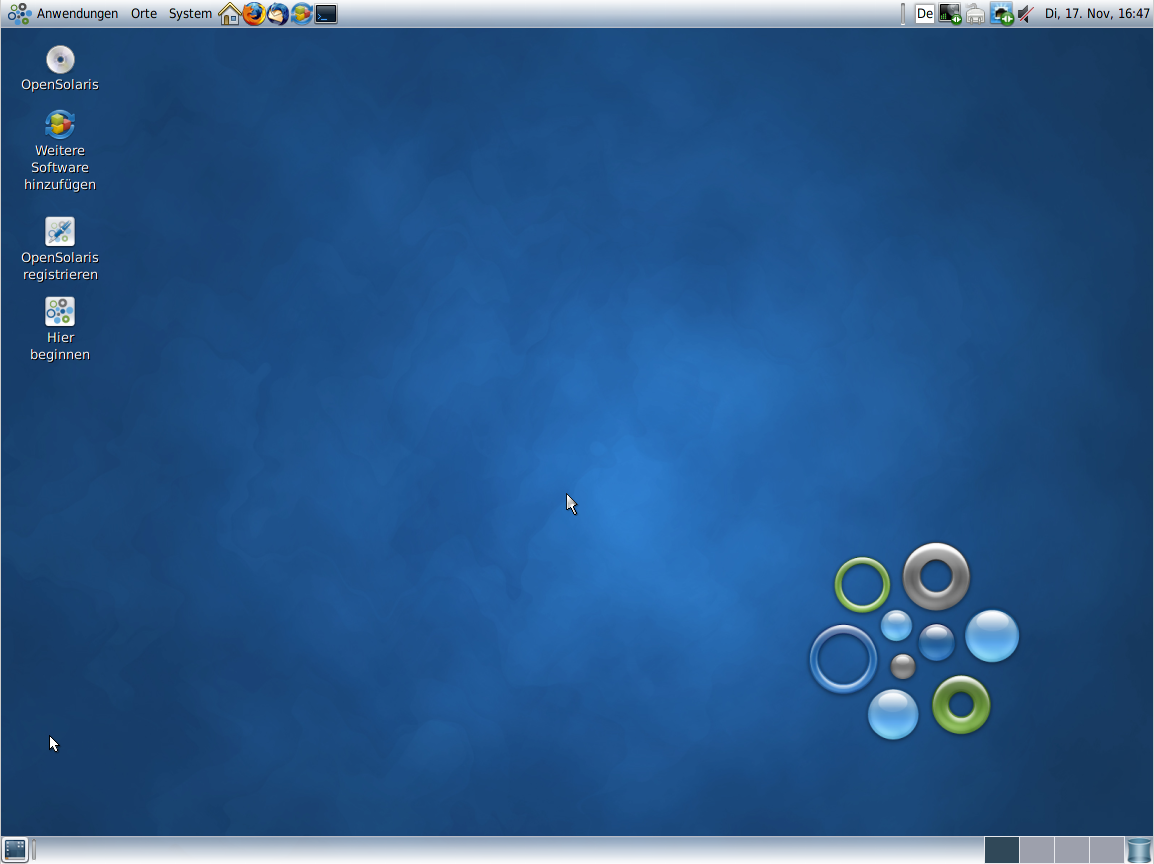
Un calculator OpenSolaris bazat pe GNOME

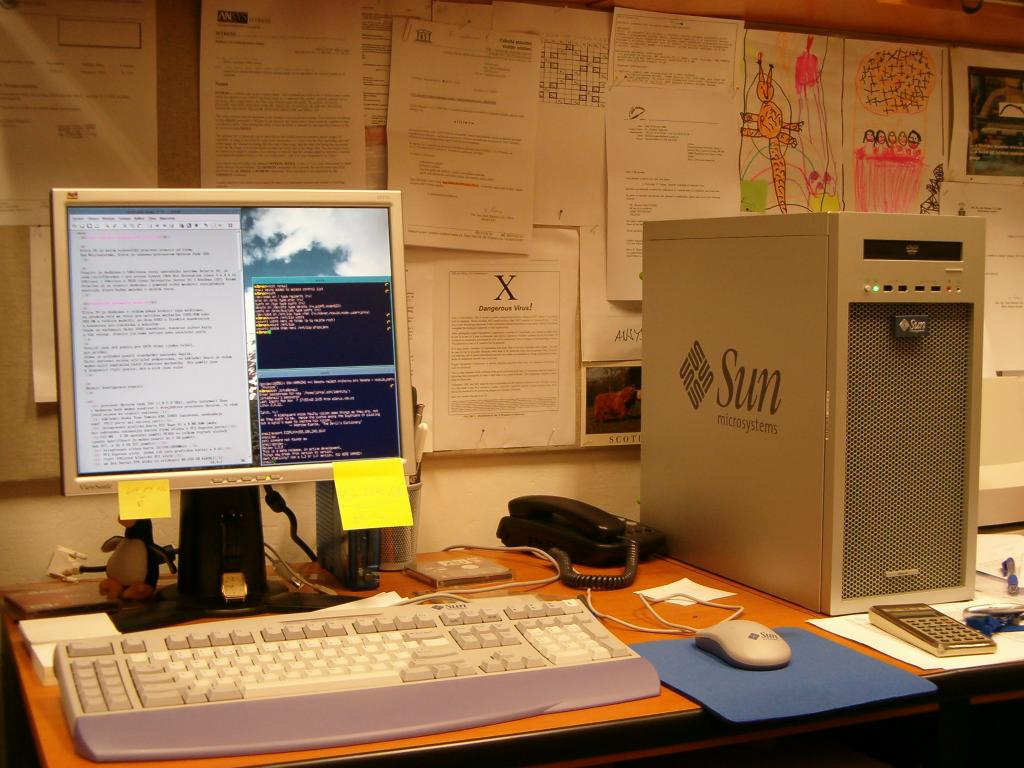
Sun Ultra 20 cu Solaris 10

System V Release 4.0 a fost anunțat pe 18 Octombrie, 1988 și a fost încorporat în o varietate de produse comerciale Unix de la începutul lui 1989 încoace. Un proiect comun al AT&T Unix System Laboratories și Sun Microsystems, el combina tehnologii din:
- SVR3
- 4.3BSD
- Xenix
- SunOS

Funcționalități noi erau incluse:
- Din BSD: suport TCP/IP, socketuri, UFS, suport pentru grupuri multiple, C shell.
- Din SunOS: interfața sistemului de fișiere virtual  (înlocuind File System Switch din System V release 3), NFS, un sistem de memorie virtuală inclusiv suport pentru fișiere mapate în memorie, un sistem de librarii comune îmbunătățit bazat pe modelul SunOS 4.x ,[5] mediul de interfață grafică OpenWindows , External Data Representation (XDR) și ONC RPC.

Multe companii au licențiat SVR4 și l-au împachetat cu sisteme calculator cum sunt stațiile de lucru și servere de rețea. În furnizori de sisteme SVR4 se includ Atari (Atari System V), Commodore (Amiga Unix), Data General (DG/UX), Fujitsu (UXP/DS), Hitachi (HI-UX), Hewlett-Packard (HP-UX), NCR (Unix/NS), NEC (EWS-UX, UP-UX, UX/4800, SUPER-UX), OKI (OKI System V), Pyramid Technology (DC/OSx), SGI (IRIX), Siemens (SINIX), Sony (NEWS-OS), Sumitomo Electric Industries (SEIUX), și Sun Microsystems (Solaris) cu illumos în anii 2010 ca unica platformă cu sursă deschisă.
Platformele primare pentru SVR4 erau Intel x86 și SPARC; versiunea SPARC, numită Solaris 2 (sau, intern, SunOS 5.x), a fost dezvoltată de Sun. Relația dintre Sun și AT&T a fost terminată după lansarea SVR4, adică versiunile ulterioare de Solaris nu au moștenit funcționalități al versiunilor SVR4.x ulterioare. Sun va scoate în 2005 majoritatea codului sursă pentru Solaris 10 (SunOS 5.10) ca proiectul cu sursă deschisă OpenSolaris , creând, cu bifurcările sale, unica implementare disponibilă cu sursă deschisă (deși sever modificată) a System V . După ce Oracle a preluat Sun, Solaris a fost bifurcat într-o versiune proprietară, dar illumos ca proiect de continuare este dezvoltat cu sursă deschisă.

### SVR5 / UnixWare 7
The Santa Cruz Operation (SCO), proprietarii lui Xenix, eventual au procurat marca de comerț UnixWare și drepturile de distribuire al bazei de cod System V Release 4.2 de la Novell, în timp ce alți furnizori (Sun, IBM, HP) continuau să folosească și să extindă System V Release 4. Novell a transferat stăpânirea marcii de comerț Unix către The Open Group. 
System V Release 5 a fost dezvoltat în 1997 de către Santa Cruz Operation (SCO) ca o fuziune din SCO OpenServer (o derivată SVR3) și UnixWare, cu focus pe servere de scară largă.:23,32 Acesta a fost lansat ca SCO UnixWare 7. Succesorul lui SCO, The SCO Group, de asemenea a bazat SCO OpenServer 6 pe SVR5, însă baza de cod nu a fost folosită de alți dezvoltatori sau distributori majori.

## Poziția pe piață

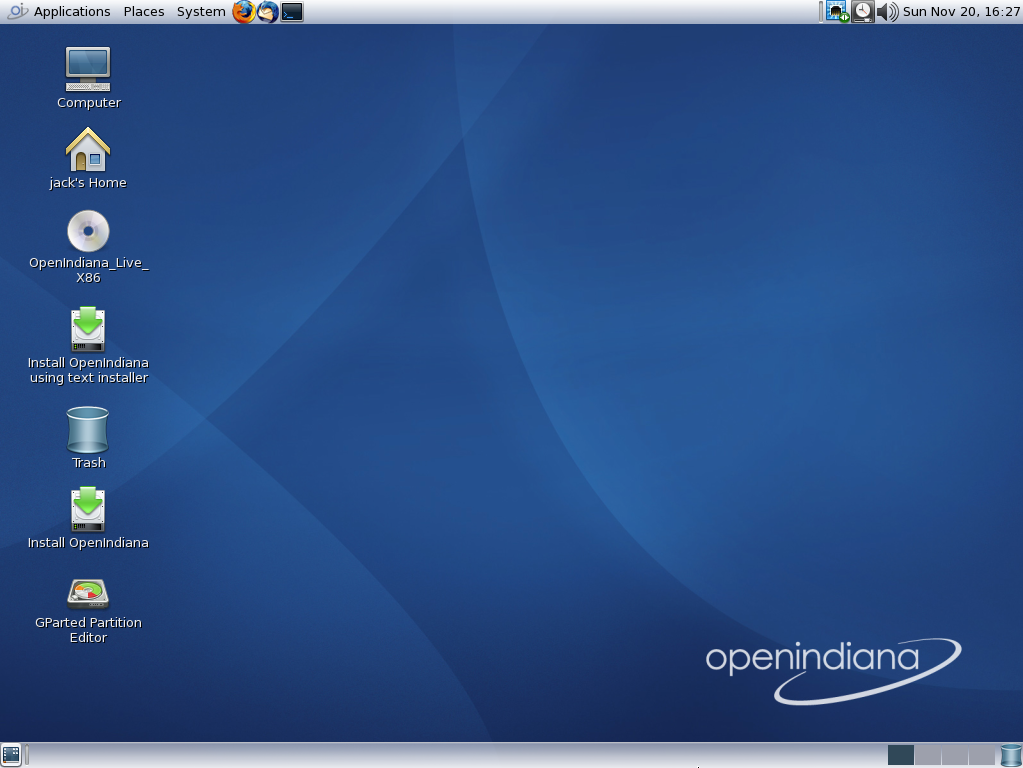
Spațiul de lucru MATE pe OpenIndiana, o derivată SVR4

### Disponibilitatea în timpul anilor 1990 pe platforme x86
În anii 1980 și 1990, o varietate de versiuni SVR4 de Unix au fost disponibile comercial pentru platforma de calculatoare personale x86. Deși, piața pentru Unix comercial pe calculatoare personale a scăzut după ce Linux și BSD au devenit larg răspândite. Spre sfârșitul anului 1994, Eric S. Raymond a discontinuat PC-clone UNIX Software Buyer's Guide al său pe Usenet, afirmând, "Cauza de ce eu am încetat asta e că eu acum rulez Linux, și că eu deja nu mai găsesc piața SVr4 să fie interesantă sau semnificativă."
În 1998, un memo confidențial de la Microsoft afirma, "Linux e pe cale să domine eventual piața x86 UNIX", și în continuare prezicea, "Eu cred că Linux – mai mult ca NT – va fi cel mai mare pericol pentru SCO în viitorul apropiat."
Un articol InfoWorld din 2001 caracteriza SCO UnixWare ca având o "priveliște sumbră" din cauză ca a fost "bătut" în piață de Linux și Solaris, și IDC prevedea că SCO va "continua să vadă o cotă de piață în scădere".

### System V și piața Unix
În 2006, când SGI a declarat faliment, analiștii s-au întrebat dacă Linux va înlocui cu totul Unixul proprietar. Întru-un articol din 2006 scris pentru Computerworld de Mark Hall, economia lui Linux a fost citată ca un factor major care a dus la migrarea de la Unix la Linux:
„Succesul Linux's  în calcul științific de cel mai înalt nivel,  și în calcul tehnic, ca și Unix înaintea sa, a precedat succesul său în  data centrele voastre. Odată ce Linux a demonstrat că poate executa cele mai complexe calcule posibile, directorii TI au înțeles rapid ca el poate ușor servi pagini Web și rula salarii. Natural, îți ajută să fii norocos: Steaua lui linux care e descărcabil gratis a început să se ridice în timpul unei dintre cele  mai lungi recesiuni în istoria TI. Cu companii care faceau mai multe cu mai puțin, un lucru care ei puteau să arunce era Unix.”
Articolul de asemenea citează tendințe în  calculul applicațiilor de mare performanță ca evidență de transfer dramatic de la Unix la Linux:
„O privire la lista Top500 de supercalculatoare ne povestește cel mai bine. În 1998, mașinile Unix de la Sun și SGI combinau 46% din 500 cele mai rapide calculatoare din lume. Linux număra doar una (0.2%). În 2005, Sun avea 0.8% — sau patru sisteme — și SGI avea 3.6%, iar 72% din Top500 rula Linux.”
Într-un studiu din Noiembrie 2015  al  500 supercalculatoare de top, Unix a fost utilizat de doar 1.2% (toate rulând IBM AIX), iar Linux a fost utilizat de 98.8%; același studiu în Noiembrie 2017 raportează 100% din ele utilizau Linux.[30]

### Distribuții OpenSolaris și illumos
OpenSolaris și derivativele sale sunt unicele descendente SVR4  care sunt software cu sursă deschisă. 
Programele de sistem de bază continuă să fie dezvoltate ca illumos utilizat în distribuții illumos cum sunt SmartOS, Omniosce, OpenIndiana și altele.

### Compatibilitate System V
Mecanizmele de comunicare  între procese  din System V  sunt disponibile în sistemele de operare Unix-like care nu au derivat din System V; în particular, în Linuxpagina de manual 7</ref> (o reîmplementare Unix) precum și derivata BSD FreeBSD. POSIX 2008 specifică o înlocuire pentru aceste interfețe.
FreeBSD menține un strat de compatibilitate binară pentru formatul COFF, care dă posibilitatea lui FreeBSD să execute fișiere binare compilate pentru unele derivative SVR3.2 așa ca SCO UNIX și Interactive UNIX. Platformele moderne System V, Linux, și BSD utilizează formatul de fișiere ELF pentru fisiere binare compilate nativ.